# Plaza Azadlig
La plaza Azadlig (en azerí: Azadlıq meydanı; "plaza de la Libertad") se localiza en Bakú es la mayor plaza urbana en Azerbaiyán. Se encuentra junto al bulevar de Bakú.
La plaza fue bautizada durante el periodo soviético como Lenin meydanı, fue establecida entre 1960 y 1970, después de la construcción de la Casa de Gobierno de Bakú que se terminó en 1952 y el monumento a Lenin que fue erigido frente a ella en 1955. Junto con la plaza, las autoridades construyeron varios edificios, incluyendo hoteles "Absheron" que rodean la plaza, que más tarde se demolió y se reemplazó con dos hoteles. El monumento a Lenín esculpido por D. M. Garyaghdi fue desmontado a principios de 1990 después del comienzo del movimiento de independencia de Azerbaiyán. A continuación, la plaza fue renombrada en 1991 como la plaza Azadliq (Plaza de la Libertad) después del colapso de la Unión Soviética.